# Castilfalé
Castilfalé is een gemeente in de Spaanse provincie León in de regio Castilië en León met een oppervlakte van 25,90 km². Castilfalé telt 72 inwoners (1 januari 2016).

## Demografische ontwikkeling
Bron: INE, 1857-2011: volkstellingen
Opm.: In 1857 werden Matanza, Valdemora, Villabraz en Villafer zelfstandige gemeenten